# ناصف (اسم)
ناصف هو اسم علم مذكر من أصل عربي، ومعناه هو المنصف العادل الخادم.

## شخصيات تحمل الاسم
- ناصف ساويرس (1961 – )
- ناصف نظمي

## وصلات خارجية
- موسوعة السلطان قابوس لأسماء العرب